# PZL M-15 Belphegor
PZL M-15 Belphegor / WSK-Mielec M-15 Belphegor bylo polské zemědělské letadlo a první (a dosud jediný) proudový práškovací letoun na světě. Dle konstrukce šlo o jednomotorový podzvukový dvouplošník.
Byl vyvíjen na zakázku SSSR podle vzájemné dohody z prosince 1971. Název Belphegor mu dal díky atypickému vzhledu pilot Andrzej Abłamowicz na Mezinárodním aerosalónu letectví a kosmonautiky v Paříži v roce 1977 podle démona Belfegora. Vzhledem k nepraktické konstrukci a nákladnému letovému provozu byla sériová výroba ukončena dříve, než bylo původně zamýšleno.

## Vývoj
Sovětský svaz provozoval největší letecký park zemědělských letounů na světě, jehož páteří byl typ Antonov An-2. Bylo plánováno nahradit An-2 modernějším strojem. Polsko již vyrábělo licenčně letadla An-2R (která se mj. exportovala zpět do SSSR) a v rámci RVHP se specializovalo na zemědělská letadla.
Projekt dostal označení I-711 a pod vedením šéfkonstruktérů Reomira A. Izmajlova a Kazimierze Gocyły byl realizován společností PZL Mielec. Na projektu spolupracovalo až 70 odborníků ze Sovětského svazu. Pro vyřešení problémů spjatých s instalací proudového motoru na pomalý zemědělský dvouplošník vznikl nejprve experimentální letoun LaLa-1 (Latające Laboratorium 1, česky Létající laboratoř 1), což byl modifikovaný letoun PZL An-2 s přidaným proudovým motorem. Testy tohoto stroje napomohly návrhu M-15. V roce 1972 vznikla maketa M-15. První prototyp označený jako LLM-15 (LaLa-2) byl poprvé zalétán 30. května 1973. Křídlo a podvozek pocházel z letadla Antonov An-14. Druhý prototyp PZL M15 podnikl první zkušební let 9. ledna 1974. Po sérii intensivních leteckých testů proběhly roku 1975 technické a provozní zkoušky v ruském Krasnodaru. V letech 1974–1976 bylo postaveno celkem 11 prototypů. Sériová výroba byla zahájena roku 1975, kdy stroj dostal ruské osvědčení o letové způsobilosti, trvalý certifikát byl vydán v březnu 1978.
Koncepce proudového zemědělského letadla byla od počátku špatná, za zahájením výroby stál politický vliv sovětského šéfkonstruktéra Reomira A. Izmajlova. Po nařízené prověrce vyšlo najevo, že M-15 spotřebovává neúměrné množství paliva na letovou hodinu. V roce 1981 byla sériová výroba zastavena. Celkem bylo vyrobeno 175 exemplářů (včetně letových i neletových prototypů).

## Konstrukce
M-15 byl kovový dvouplošník se dvěma ocasními nosníky a dvouproudovým motorem Ivčenko AI-25 umístěným za pilotní kabinou ve středu trupové gondoly. Část spodních křídel a nádrže na chemikálie byly laminátové, aby se předešlo korozi. Horní a spodní křídlo bylo spojeno dvěma úzkými bloky, které sloužily jako nádrže chemikálií (každá o objemu 1 450 litrů). Podvozek byl pevný příďového typu (jedno kolo na přídi a dvě pod spodním křídlem). Pilotní kabina byla krytá, posádku tvořil pouze jeden pilot, v kabině však bylo místo ještě pro 2 další osoby. Zařízení na rozprašování fungovalo na principu stlačeného vzduchu.

## Specifikace (M-15)

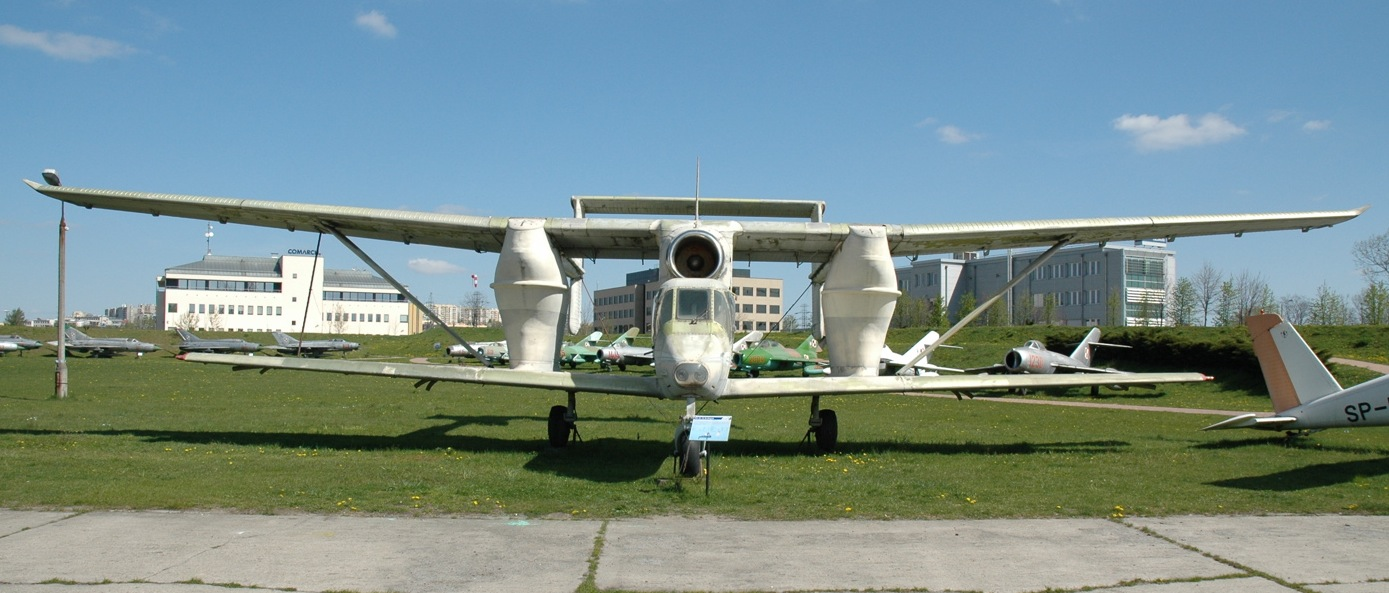
WSK-Mielec M-15 v muzeu polského letectví v Krakově

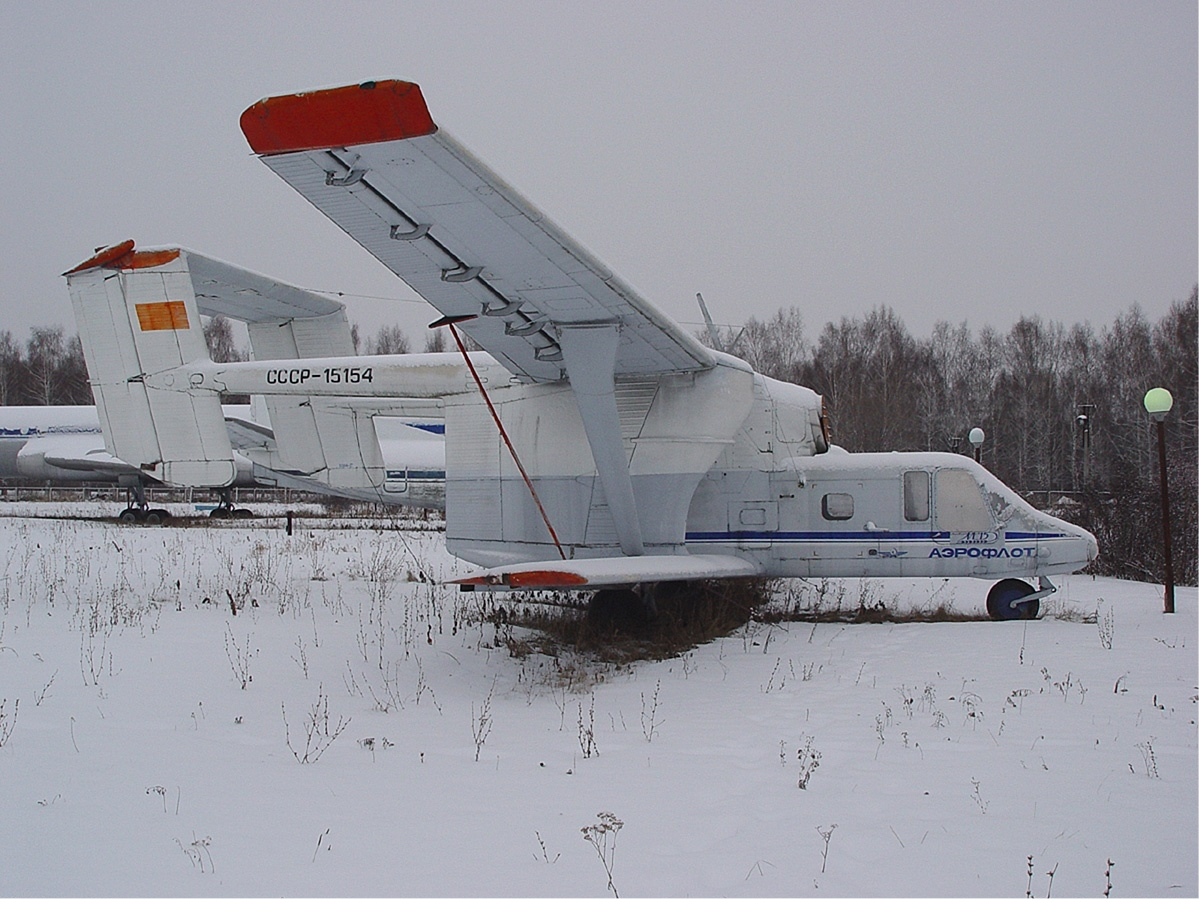
WSK-Mielec M-15 společnosti Aeroflot

Zdroj:

### Technické údaje
- Posádka: 1 (pilot, v případě potřeby 2 mechanici)
- Rozpětí: 22,4 m
- Délka: 12,72 m
- Výška: 5,34 m
- Nosná plocha: 67,5 m²
- Plošné zatížení: ? kg/m²
- Prázdná hmotnost: 3 090 kg
- Maximální vzletová hmotnost: 5 650 kg
- Užitečný náklad: 2 560 kg
  - 2 900 litrů tekutých chemikálií nebo 2 200 kg prášku
- Pohonná jednotka: 1 × dvouproudový motor Ivčenko AI-25, tah 14,7 kN

### Výkony
- Maximální rychlost: 200 km/h
- Minimální rychlost: 89 km/h
- Operační rychlost: 165 km/h
- Dolet: 400 km
- Dostup: 4 500 m
- Stoupavost: 4,5 m/s